# 津山都市圏
津山都市圏（つやまとしけん）は、岡山県津山市を中心とする都市圏である。

## 定義
一般的な都市圏の定義については都市圏を参照のこと。

### 都市雇用圏
津山市を中心とする都市雇用圏（10% 通勤圏）の人口は18万5308人（2010年国勢調査基準）。
都市雇用圏（10% 通勤圏）の変遷
- 10% 通勤圏に入っていない自治体は、各統計年の欄で灰色かつ「-」で示す。

| 自治体 ('80) | 1980年                 | 1990年                 | 1995年                 | 2000年                 | 2005年                 | 2010年                 | 自治体 （現在） |
| ------------ | ---------------------- | ---------------------- | ---------------------- | ---------------------- | ---------------------- | ---------------------- | --------------- |
| 旭町         | -                      | -                      | -                      | -                      | 津山 都市圏 16万4633人 | 津山 都市圏 18万5308人 | 美咲町          |
| 中央町       | 津山 都市圏 14万4230人 | 津山 都市圏 16万0070人 | 津山 都市圏 16万5036人 | 津山 都市圏 18万9627人 | 津山 都市圏 16万4633人 | 津山 都市圏 18万5308人 | 美咲町          |
| 柵原町       | 津山 都市圏 14万4230人 | 津山 都市圏 16万0070人 | 津山 都市圏 16万5036人 | 津山 都市圏 18万9627人 | 津山 都市圏 16万4633人 | 津山 都市圏 18万5308人 | 美咲町          |
| 津山市       | 津山 都市圏 14万4230人 | 津山 都市圏 16万0070人 | 津山 都市圏 16万5036人 | 津山 都市圏 18万9627人 | 津山 都市圏 16万4633人 | 津山 都市圏 18万5308人 | 津山市          |
| 加茂町       | 津山 都市圏 14万4230人 | 津山 都市圏 16万0070人 | 津山 都市圏 16万5036人 | 津山 都市圏 18万9627人 | 津山 都市圏 16万4633人 | 津山 都市圏 18万5308人 | 津山市          |
| 阿波村       | 津山 都市圏 14万4230人 | 津山 都市圏 16万0070人 | 津山 都市圏 16万5036人 | 津山 都市圏 18万9627人 | 津山 都市圏 16万4633人 | 津山 都市圏 18万5308人 | 津山市          |
| 久米町       | 津山 都市圏 14万4230人 | 津山 都市圏 16万0070人 | 津山 都市圏 16万5036人 | 津山 都市圏 18万9627人 | 津山 都市圏 16万4633人 | 津山 都市圏 18万5308人 | 津山市          |
| 勝北町       | 津山 都市圏 14万4230人 | 津山 都市圏 16万0070人 | 津山 都市圏 16万5036人 | 津山 都市圏 18万9627人 | 津山 都市圏 16万4633人 | 津山 都市圏 18万5308人 | 津山市          |
| 勝央町       | 津山 都市圏 14万4230人 | 津山 都市圏 16万0070人 | 津山 都市圏 16万5036人 | 津山 都市圏 18万9627人 | 津山 都市圏 16万4633人 | 津山 都市圏 18万5308人 | 勝央町          |
| 鏡野町       | 津山 都市圏 14万4230人 | 津山 都市圏 16万0070人 | 津山 都市圏 16万5036人 | 津山 都市圏 18万9627人 | 津山 都市圏 16万4633人 | 津山 都市圏 18万5308人 | 鏡野町          |
| 奥津町       | -                      | 津山 都市圏 16万0070人 | -                      | -                      | 津山 都市圏 16万4633人 | 津山 都市圏 18万5308人 | 鏡野町          |
| 富村         | -                      | -                      | -                      | -                      | 津山 都市圏 16万4633人 | 津山 都市圏 18万5308人 | 鏡野町          |
| 上齋原村     | -                      | -                      | -                      | -                      | 津山 都市圏 16万4633人 | 津山 都市圏 18万5308人 | 鏡野町          |
| 久米南町     | 岡山 都市圏            | 津山 都市圏            | 津山 都市圏            | 津山 都市圏            | 津山 都市圏 16万4633人 | 津山 都市圏 18万5308人 | 久米南町        |
| 奈義町       | -                      | -                      | 津山 都市圏            | 津山 都市圏            | 津山 都市圏 16万4633人 | 津山 都市圏 18万5308人 | 奈義町          |
| 美作町       | -                      | -                      | -                      | 津山 都市圏            | -                      | 津山 都市圏 18万5308人 | 美作市          |
| 英田町       | -                      | -                      | -                      | 津山 都市圏            | -                      | 津山 都市圏 18万5308人 | 美作市          |
| 勝田町       | -                      | -                      | -                      | 津山 都市圏            | -                      | 津山 都市圏 18万5308人 | 美作市          |
| 作東町       | -                      | -                      | -                      | 津山 都市圏            | -                      | 津山 都市圏 18万5308人 | 美作市          |
| 大原町       | -                      | -                      | -                      | -                      | -                      | 津山 都市圏 18万5308人 | 美作市          |
| 東粟倉村     | -                      | -                      | -                      | -                      | -                      | 津山 都市圏 18万5308人 | 美作市          |
| 西粟倉村     | -                      | -                      | -                      | -                      | -                      | 津山 都市圏 18万5308人 | 西粟倉村        |

- 2005年2月28日：津山市が苫田郡加茂町、阿波村、久米郡久米町、勝田郡勝北町を編入。
- 2005年3月1日：苫田郡鏡野町、奥津町、富村、上齋原村が新設合併して新たに鏡野町となった。
- 2005年3月22日：久米郡柵原町、中央町、旭町が新設合併して美咲町となった。
- 2005年3月31日：英田郡美作町、英田町、作東町、大原町、東粟倉村、勝田郡勝田町が新設合併して美作市となった。

### 行政の取り組み
津山市と鏡野町、勝央町、奈義町、久米南町、美咲町が定住自立圏形成協定を結び、津山圏域定住自立圏を形成している。
津山市、久米南町、美咲町は岡山市等と連携中枢都市圏協定を結び、岡山連携中枢都市圏を形成している。